# 森港
森港（もりこう）は、北海道茅部郡森町にある港湾。港湾管理者は森町。港湾法上の「地方港湾」に指定されている。渡島半島の中央部に位置して内浦湾（噴火湾）に面しており、内浦湾で唯一の「地方港湾」になっている。

## 港湾施設
「森港 港湾施設平面図」参照
外郭施設
- 防波堤
  - 本港北防波堤
  - 本港西防波堤
  - 西港北防波堤
  - 第2東防波堤（東港北防波堤）
  - 南防波堤（東港東防波堤）
  - 新西港北防波堤
- 護岸
  - 本港北護岸
  - 本港西護岸
  - 南防波護岸（東港東護岸（防波））
  - 護岸（防波）（新西）
- 海岸堤防
- 海岸突堤

係留施設
- 岸壁
  - 本港-5.5 m岸壁
  - 本港中央埠頭-4.5 m岸壁
  - 本港中央埠頭-4.5 m岸壁（取付先端）
- 物揚場
  - 本港第2物揚場
  - 本港東物揚場
  - 本港中央埠頭物揚場
  - 本港第3物揚場
  - 西港物揚場
  - 第2東物揚場（東港物揚場）
  - 新西港物揚場
- 船揚場
  - 本港船揚場
  - 第2船揚場（東港船揚場）

## 沿革

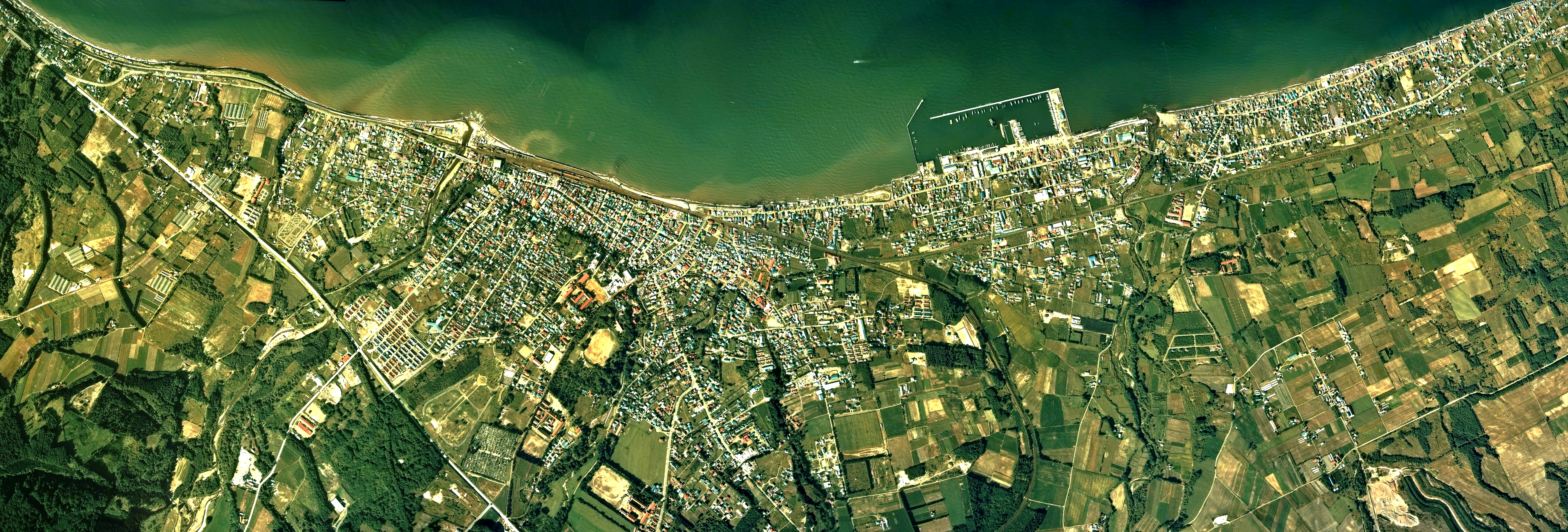
森町中心部の空中写真（1976年（昭和51年）撮影の7枚を合成作成）。。

漁業の地として知られていた森町は、江戸時代の初期から箱館方面の漁民が出稼ぎに来る場所であった。1872年（明治5年）に開拓使が出張所を設置して森—室蘭間に定期航路（森蘭航路）を開設し、翌年には現在の北海道旅客鉄道（JR北海道）森駅付近に森村波止場（森桟橋）が完成した。1893年（明治26年）に「森蘭（しんらん）航路」は一時廃止となるが。1908年（明治41年）に民間会社によって運航再開し、1928年（昭和3年）の日本国有鉄道（国鉄）長輪線（現在の室蘭本線）全線開通を機に利用者が減った為、廃止した。近年になり、内浦湾に橋を架けたり航路を引いたりすれば時間短縮になるのではとの議論があり、それも相俟ってか2015年には小型クルーザーによる試験運行という形で一時的に復活したが、利用者は相変わらず少ないままで本格運用には至らなかった。
- 1938年（昭和13年）：「森漁港」として起工。
- 1948年（昭和23年）：港則法による「適用港湾」指定。
- 1953年（昭和28年）：「地方港湾」指定し、森町が港湾管理者となる。
- 1956年（昭和31年）：公有水面埋立法による「乙号港湾」指定。
- 1964年（昭和39年）：「臨港地区」指定。
- 2000年（平成12年）：東地区修祓・記念式。
- 2005年（平成17年）：森町と砂原町が合併し、新・森町となる。
- 2015年（平成27年）：地域水産物普及拠点施設完成[6]。